# Kompolje, Dobrepolje
Kompolje je drugo največje naselje (okoli 500 preb.) v Občini Dobrepolje. 
Ležijo na sredini kraškega polja, imenovanega Dobrepolje oz. Dobrepoljske doline, pod Malo goro. V bližini (južno od vasi), se pri Mlakah nahaja Kompoljska jama.